# Lacipa croceigramma
Lacipa croceigramma är en fjärilsart som beskrevs av George Francis Hampson 1910. Lacipa croceigramma ingår i släktet Lacipa och familjen tofsspinnare. Inga underarter finns listade i Catalogue of Life.